# یواس‌اس توراکا (ای‌ام‌سی-۵۵)
یواس‌اس توراکا (ای‌ام‌سی-۵۵) (به انگلیسی: USS Turaco (AMc-55)) یک کشتی بود که طول آن ۹۸ فوت ۵ اینچ (۳۰٫۰۰ متر) بود. این کشتی در سال ۱۹۴۱ ساخته شد.